# Achtervolging (wielrennen)

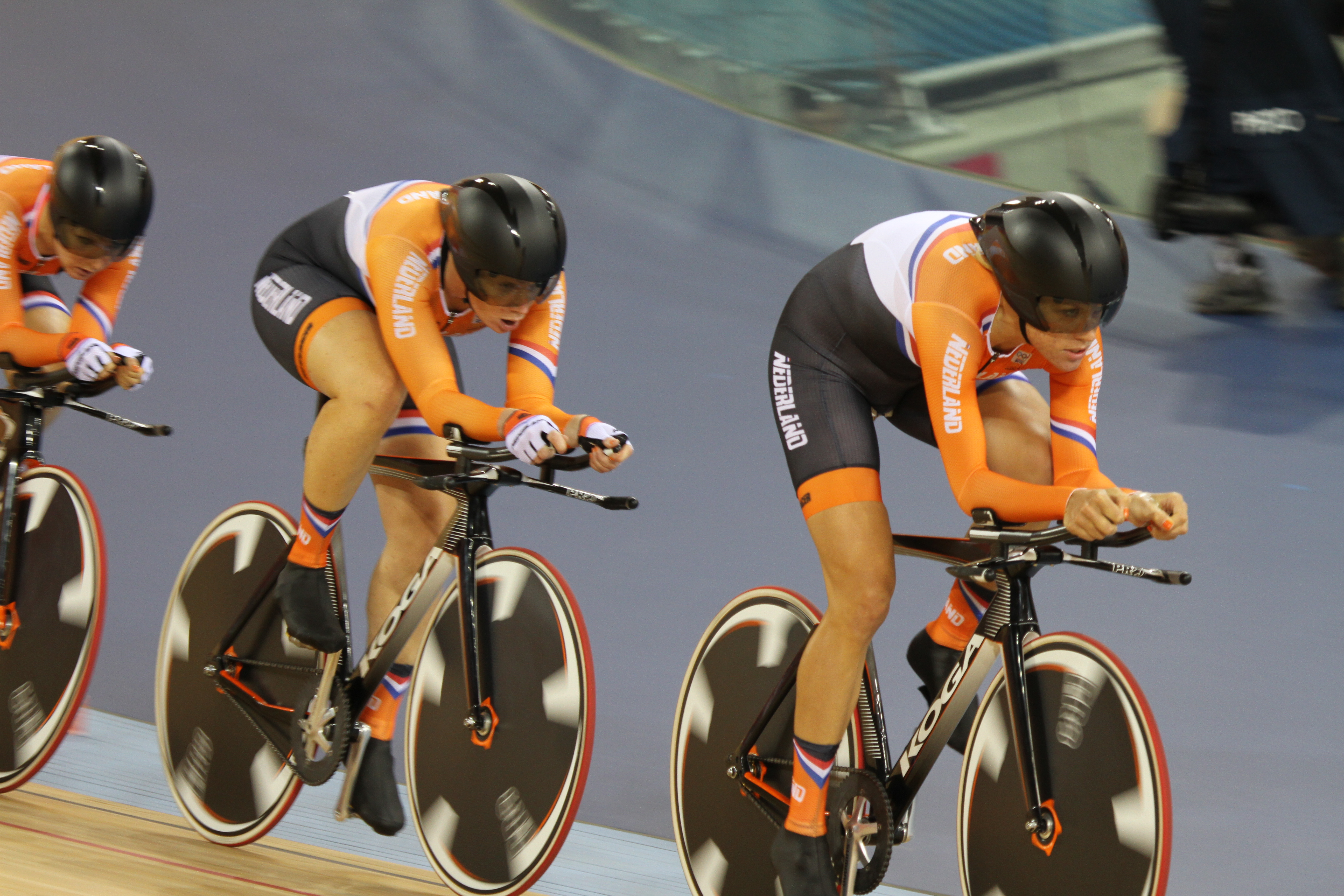
Ploegenachtervolging

De achtervolging is een onderdeel van het baanwielrennen. Er zijn twee soorten achtervolging: de individuele achtervolging en de ploegenachtervolging. Achtervolgingswedstrijden vinden plaats op een velodroom. Beide onderdelen worden gerekend bij de duuronderdelen, in tegenstelling tot de sprintonderdelen. Bij de individuele en de ploegenachtervolging moet door mannen en vrouwen 4 kilometer worden afgelegd. De ploegen bestaan uit vier renners, waarbij de tijd van de derde telt als eindtijd.
Tot en met de Olympische Spelen in 2012 reden de vrouwen 3 kilometer bij de ploegenachtervolging, in ploegen van drie. Daarna werd het aantal en de afstand gelijkgetrokken met de mannen. Bij de individuele achtervolging reden de vrouwen tot en met de Olympische Spelen van 2024 drie kilometer.

## Opzet
Achtervolgingswedstrijden bestaan uit twee delen: de kwalificatie en de finale. In beide rondes rijden steeds twee teams tegelijk tegen elkaar, elk startend aan een kant van het velodroom. In de kwalificatie gaat het er nog niet om wie de rit wint, maar om wie de snelste tijd rijdt.
Na de kwalificatie gaan vier teams door naar de finale, die twee verschillende opzetten kent. Bij wereldbekerwedstrijden en wereldkampioenschappen rijden de twee teams of rijders met de snelste tijden tegen elkaar voor goud. En rijden de twee ander teams voor brons.
Bij de Olympische Spelen gaan de vier snelste teams door naar een knock-outronde, waarbij de twee winnaars van die ronde naar de finale gaan en voor goud gaan strijden. De verliezende teams strijden dan nog voor brons.

## Kampioenen
- Lijst van wereldkampioenen achtervolging
- Lijst van wereldkampioenen ploegenachtervolging
- Lijst van Europese kampioenen achtervolging
- Lijst van Belgische kampioenen baanwielrennen
- Lijst van Nederlandse kampioenen baanwielrennen